# Aristotelia chilensis
Aristotelia chilensis är en tvåhjärtbladig växtart som först beskrevs av Juan Ignacio Molina, och fick sitt nu gällande namn av Stephen Conrad Stuntz. Aristotelia chilensis ingår i släktet Aristotelia och familjen Elaeocarpaceae. Inga underarter finns listade i Catalogue of Life.